# Niesalompolo
Niesalompolo är en sjö i Finland. Den ligger i kommunen Kolari i landskapet Lappland, i den norra delen av landet, 800 km norr om huvudstaden Helsingfors. Niesalompolo ligger 195,1 meter över havet. Arean är 14,4 hektar och strandlinjen är 2,13 kilometer lång. Sjön  ingår i Torne älvs huvudavrinningsområde. 